# Lijst van schouten van Well en Bergen
Dit is een lijst van schouten van de Nederlandse gemeente Bergen in de provincie Limburg.
De huidige gemeente Bergen in Limburg, is ontstaan uit de heerlijkheid Well en Bergen en later ook daarbij genoemd Aijen. Toegevoegd zijn in het nieuwe Koninkrijk der Nederlanden de heerlijkheid Afferden en via een grenscorrectie het dorp Siebengewald.
De eerste schout van Well en Bergen is Johan Geirwiss, daarvoor heette de hoogste functionaris steeds "richter" (bekend tot in 1545).
De voormalige secretaris van de heerlijkheid, Herman Giltay, was tijdens de overgang van de Franse periode 1798 agent, maire en later in het jaar 1800 de eerste burgemeester van Bergen.
| Jaar        | Naam schout                      | Bijzonderheid |
| ----------- | -------------------------------- | ------------- |
| 1430 - 1432 | Johann van Berghen               |               |
| 1440 - 1471 | Johann/Jan Paep                  |               |
| 1477 - 1482 | Gerit Paep                       |               |
| 1486        | Winalt Vornick                   |               |
| 1494        | Anthonis Getogen                 |               |
| 1500 - 1513 | Derick Portman(s)                |               |
| 1518 - 1519 | Jan Kessels                      |               |
| 1525        | Johan Moirman                    |               |
| 1547        | Johan Geirwiss                   |               |
| 1573 - 1581 | Bruyn Plenck                     |               |
| 1591 - 1594 | Rob van Holsaet                  |               |
| 1599 - 1602 | Joannes Bo(e)rmans               |               |
| 1602 - 1605 | Johan Huijgen                    |               |
| 1609 - 162. | Peter Bernardts                  |               |
| 1621 - 1626 | Gerardt van Sambeek              |               |
| 1634 - 1635 | Gerard van Lom                   |               |
| 1636 - 1638 | Tilman Mom                       |               |
| 1643 - 1646 | Engelbert Elsen                  |               |
| 1646 - 1660 | Tilman Mom                       |               |
| 1662 - 1666 | Ericus Mylius                    |               |
| 1666 - 1671 | Johannes Hubertus Boermans       |               |
| 1671 - 1683 | Hendrick Wilckenhuijsen          |               |
| 1683 - 1700 | Albertus van Bodinckhuijsen      |               |
| 1702 - 1711 | Johannes Hubertus Boermans       |               |
| 1711 - 1725 | Edmond Lodewijk Roeffs           |               |
| 1725 - 1760 | Theodor Joseph Roeffs            |               |
| 1760 - 1782 | Gerardus Franciscus van Lendt    |               |
| 1786 - 1793 | Jan Arnold Antoon Haffmans       |               |
| 1793 - 1798 | Frans Hendrik Joseph Herckenrath |               |